# 指鳍鲨属
指鳍鲨属（学名：Onychoselache）是一类已灭绝的软骨鱼，属于弓鲛目。它生活在石炭纪早期（约3.43亿年前），其化石发现于苏格兰邓弗里斯-加洛韦。

## 描述
指鳍鲨属很小，身长只有25厘米。它的外表有点像现在的小点猫鲨。与几乎同时代的、非常相似的三锋鲛属不同，指鳍鲨属切有着更大的头部和更细长的身体。指鳍鲨属的学名意为“有爪子的鲨鱼”，指的是覆盖在胸鳍前部的许多钩状结构，实际上它们是真皮小齿。这些真皮小齿大而发达，与任何其他古生代鲨鱼不同，但与目前的竹鲨（如肩章鲨和点纹斑竹鲨）相似，可能是为了让动物沿着海床移动。此外，指鳍鲨属具有头部和颈部的棘，基部非常大，仅存在于雄性个体中。指鳍鲨属的牙齿又小又平。

## 分类
特拉奎尔指鳍鲨的第一具的化石标本是在苏格兰的格兰卡特霍姆（Glencartholm）发现的，拉姆齐·特拉奎尔（Ramsey Traquair）最初于1888年将其归类为弓形三锋鲛。直到1978年，约翰·F·迪克的一项研究表明，由于斯坦·伍德（Stan Wood）发现了第二个更完整的标本，而这个标本属于另一个属。
指鳍鲨属属于弓鲛目，这是一类已灭绝的鲨鱼，生活在古生代和中生代的海洋中，与现生鲨鱼非常相似，但过于特化化，无法被认为是它们的祖先。

## 古生态学和古生物学
指鳍鲨属的身体的形状表明它是一个游泳者，虽然不是特别快，但很敏捷；背鳍处的刺可能用于防御目的，而雄性头部的小钩状刺可能在交配中发挥作用。指鳍鲨属的牙齿表明这种动物是食肉动物，它以有甲壳的动物为食，会使用小而坚固的扁平牙齿压碎猎物的甲壳。